# Riville
Riville ist eine französische Gemeinde mit 314 Einwohnern (Stand: 1. Januar 2022) im Département Seine-Maritime in der Region Normandie. Sie gehört zum Arrondissement Le Havre und zum Kanton Fécamp (bis 2015: Kanton Valmont). Die Einwohner werden Rivillais genannt.

## Geographie
Riville liegt im Pays de Caux etwa 42 Kilometer nordöstlich von Le Havre. Umgeben wird Riville von den Nachbargemeinden Gerponville im Norden, Ourville-en-Caux im Osten, Beuzeville-la-Guérard im Südosten, Normanville im Süden und Südosten, Sorquainville im Süden, Ypreville-Biville im Westen und Südwesten, Thiétreville im Westen sowie Valmont im Westen und Nordwesten.

## Bevölkerungsentwicklung
| Jahr                      | 1962 | 1968 | 1975 | 1982 | 1990 | 1999 | 2006 | 2013 |
| Einwohner                 | 317  | 271  | 268  | 261  | 280  | 253  | 283  | 404  |
| Quelle: Cassini und INSEE |      |      |      |      |      |      |      |      |

## Sehenswürdigkeiten
- Kirche Saint-Pierre aus dem 13. Jahrhundert, Umbauten aus dem 19. Jahrhundert
- Schloss Caumont, 1728 erbaut